# Ansgarius Börjesson
Ansgarius Birger Börjesson, född 26 februari 1903 i Hanhals, idag Kungsbacka kommun, död där 11 juni 1990, var en svensk konstnär. 
Börjesson studerade vid Valands målarskola med Tor Bjurström som lärare och senare i Paris, men återvände sedan till sin hembygd i norra Halland, där han blev boende resten av livet. Sommaren 1931 samlade han vänner och studiekamrater från Valand till vad som har kallats Hanhals-kolonin, och Hanhals kom sedan att vara en samlingspunkt för konstnärer fram till slutet av andra världskriget. De som var med 1931 var David Larsson, Nils Nilsson, Ragnar Sandberg, Tage Hansson och Viktor Olsson.
Börjesson räknas till Göteborgskoloristerna, och han målade främst sin hembygds öppna kustlandskap, gärna i ljusa färger. Bland hans utställningar kan nämnas två i Göteborgs konsthall, 1933 tillsammans med Ivan Ivarsson och Ragnar Sandberg och 1960 tillsammans med Karl Andersson. I augusti-september 2014 arrangerades i Kungsbacka kommunala konsthall minnesutställningen "Ansgarius och Hanhalskolonin". Ansgarius Börjesson är representerad på Göteborgs konstmuseum och på Gävle museum.
Börjesson är gravsatt på Hanhals övre kyrkogård.